# Konstal 4N
Konstal 4N je dvounápravová tramvaj, která byla v letech 1956–1962 vyráběna firmou Konstal v Chořově pro polský trh jako nástupce tramvají Konstal N. Úzkorozchodná verze byla označena jako 5N.

## Konstrukce
4N vychází koncepčně ze svého předchůdce, tramvaje N. Jedná se tedy o dvousměrný dvounápravový motorový tramvajový vůz se čtyřmi dveřmi, vždy dvěma na jedné straně vozové skříně. Podlaha se v tramvaji 4N nachází ve výšce 945 mm nad temenem kolejnice. Každou nápravu pohání jeden trakční motor LT-31 s výkonem 60 kW. Proud je z trolejového vedení odebírán pantografem. Do tohoto typu tramvaje je možno montovat podvozky jak pro normální rozchod kolejí 1435 mm, tak i pro rozchod 1000 mm.

## Typy a modernizace
- 4N (výroba: 1956–1957)
- 4ND (vlečný vůz, výroba: 1957)
- 4N1 (výroba: 1957–1962)
- 4ND1 (vlečný vůz, výroba: 1958–1961)
- 4NJ (jednosměrný typ, výroba: 1957)
- 5N (výroba: 1957)
- 5ND (vlečný vůz, výroba: 1957)
- 5N1 (výroba: 1958–1962)
- 5ND1 (vlečný vůz, výroba: 1958–1961)[2]

## Dodávky tramvají
Tramvaje 4N a 5N byly určeny výhradně pro Polsko (Bílsko-Bělá, Bydhošť, Čenstochová, Elbląg, Gdaňsk, Grudziądz, Gorzów Wlkp., Katovice a přilehlý region GOP, Inowrocław, Jelenia Góra, Krakov, Lehnice, Lodž, Olsztyn, Poznaň, Słupsk, Štětín, Toruň, Varšava, Vratislav a Wałbrzych).

## Galerie

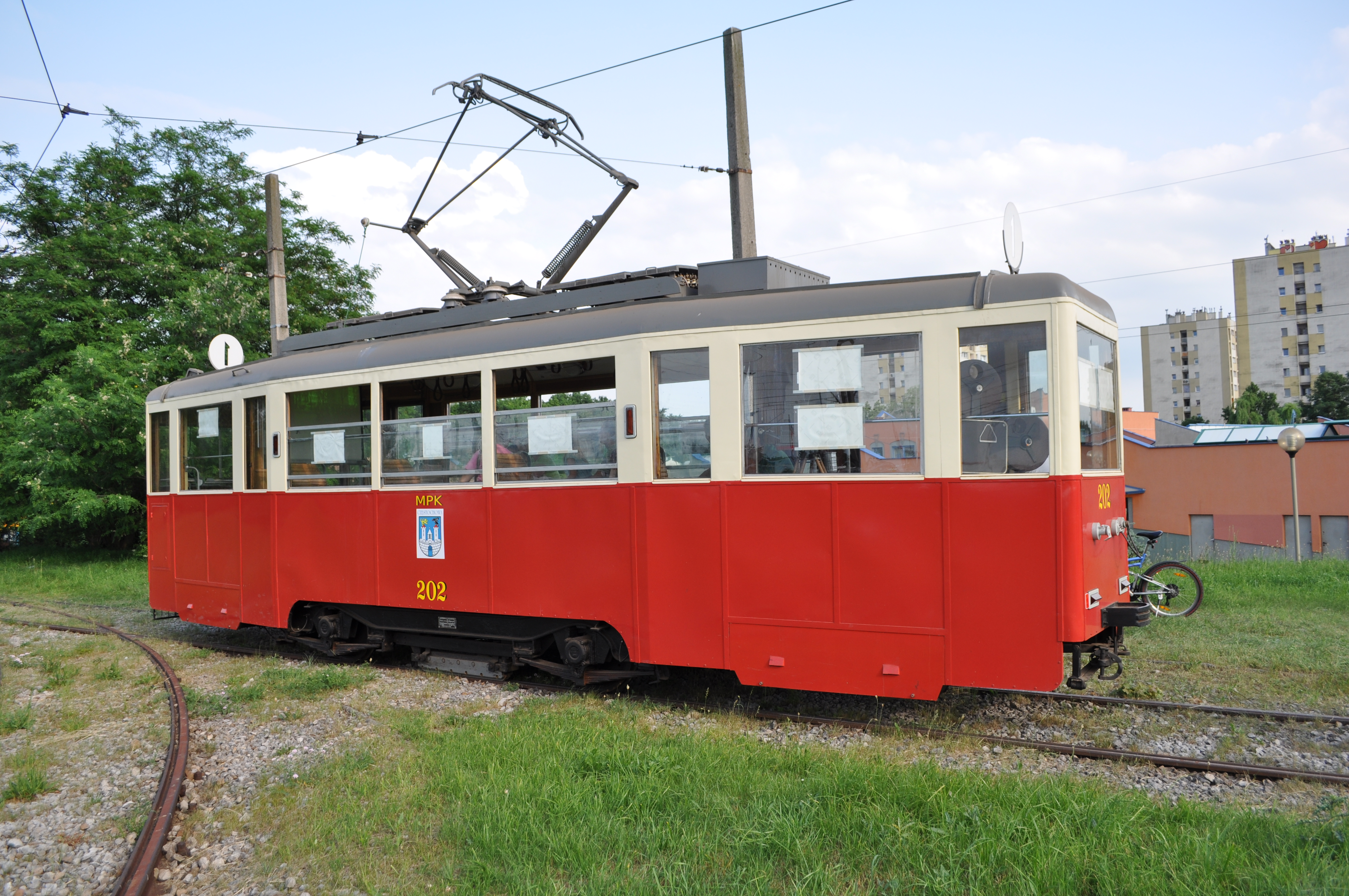
Historická tramvaj 4N v Čenstochově
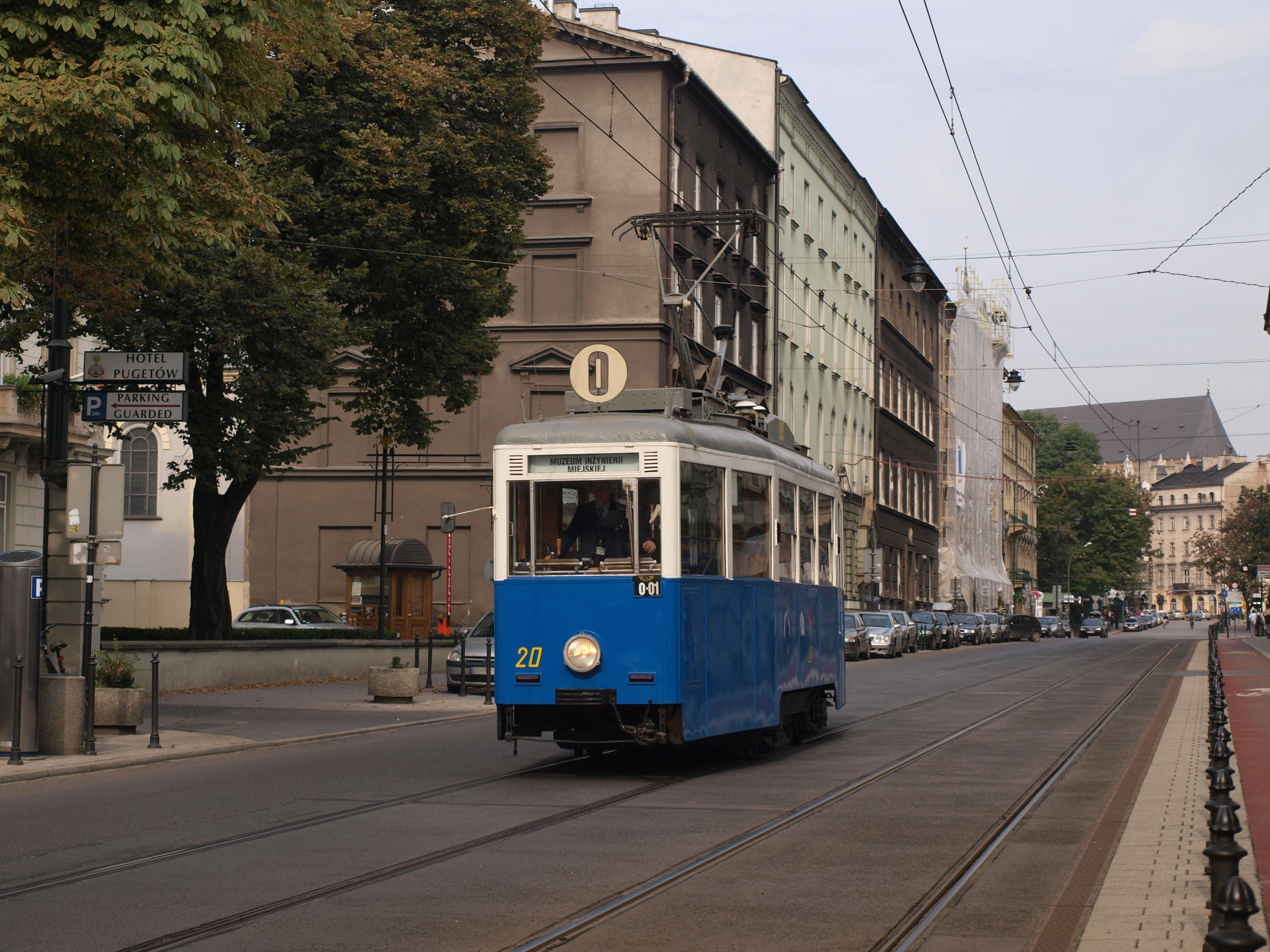
Historická tramvaj 4N v Krakově
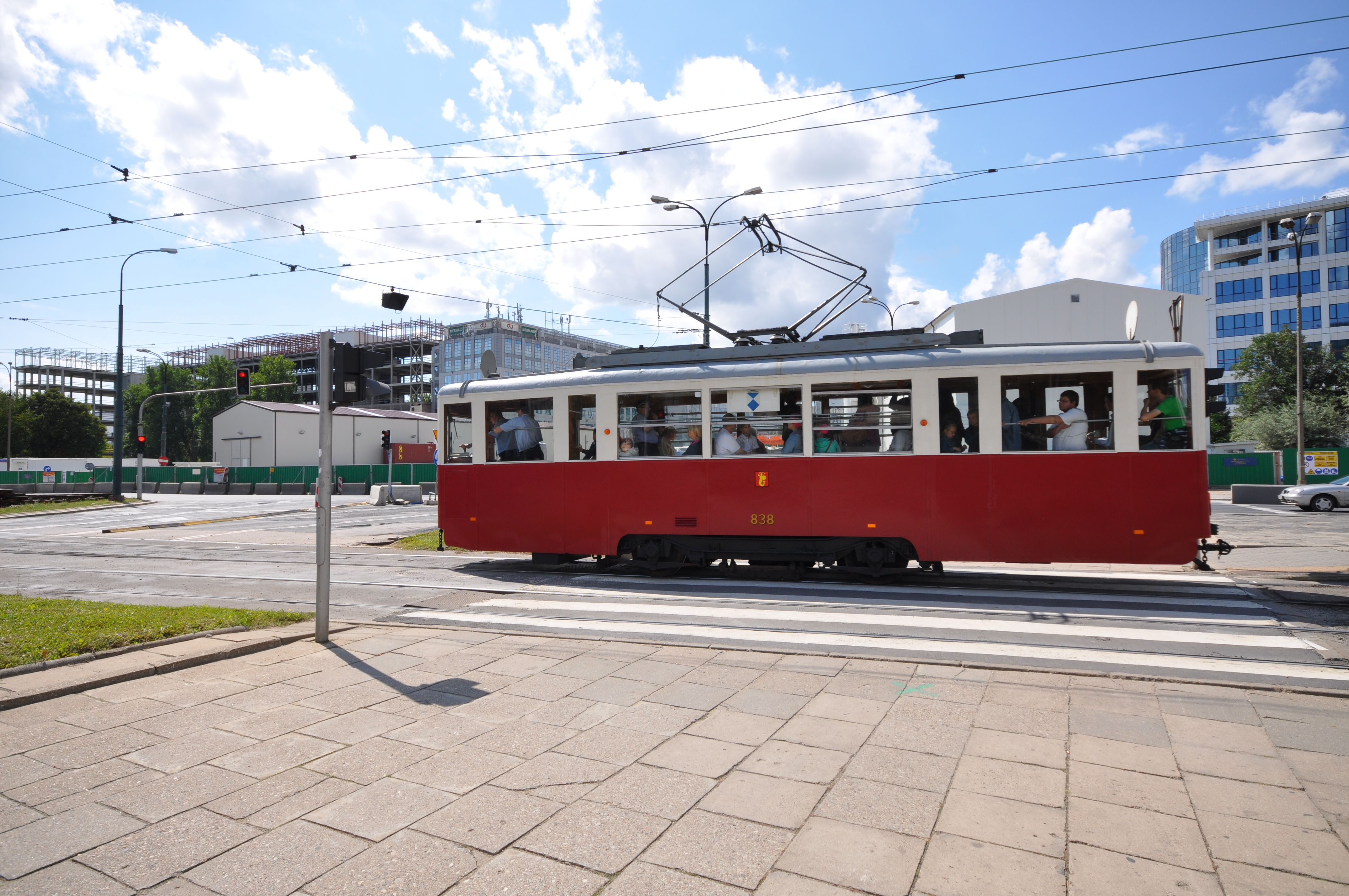
Historická tramvaj 4NJ ve Varšavě
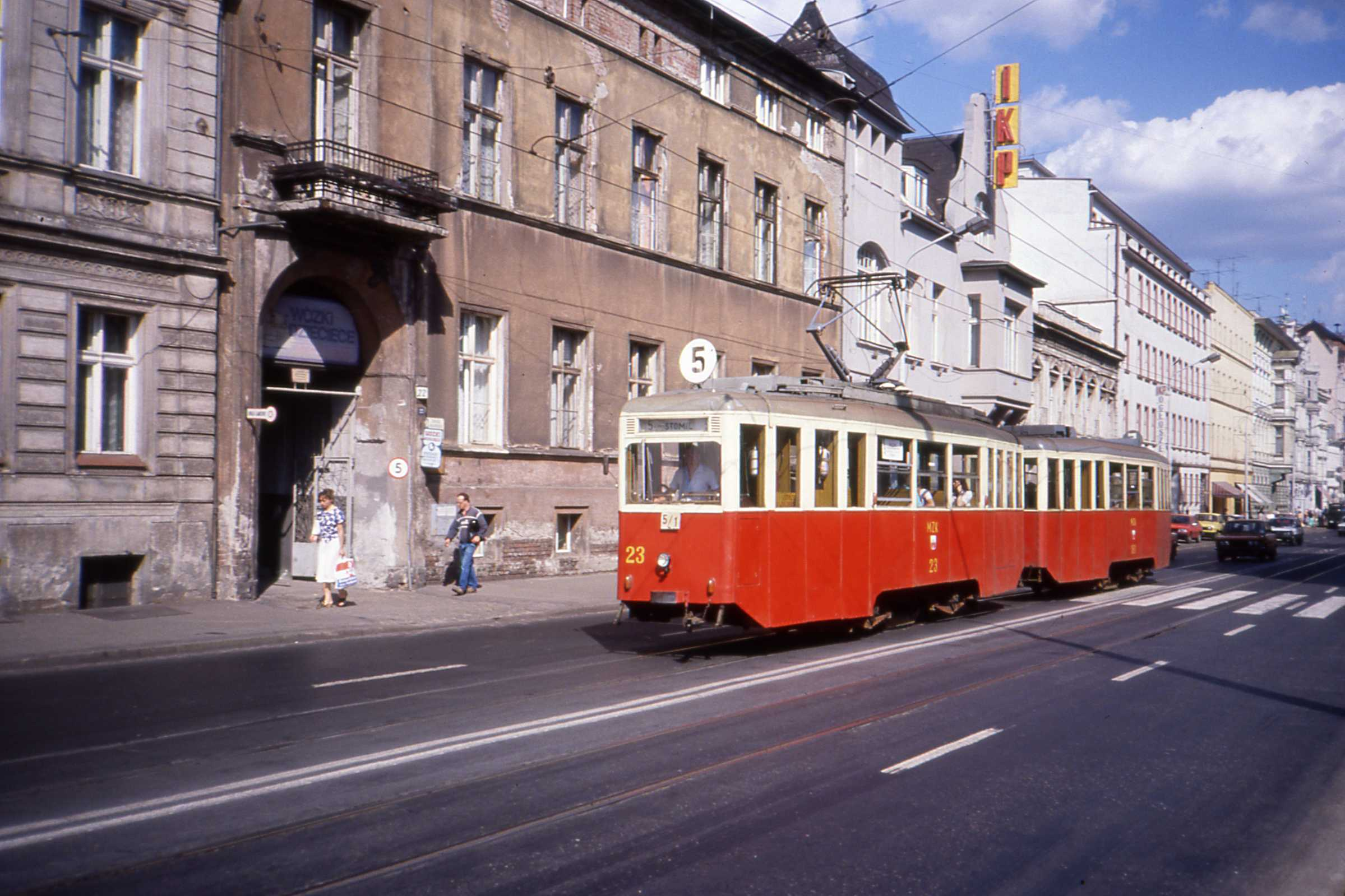
Souprava tramvají 5N a 5ND v Bydhošti
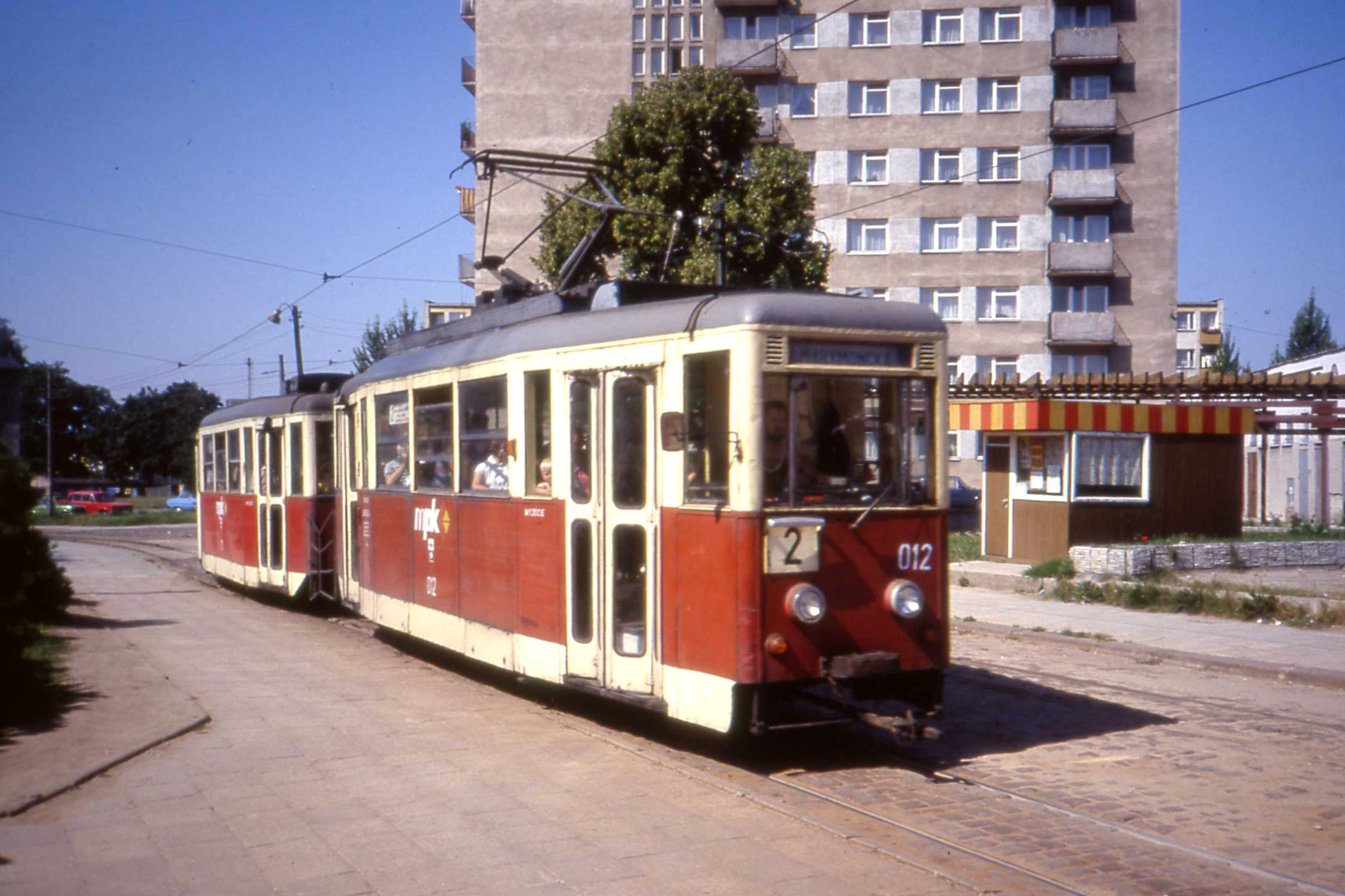
Souprava elblągských vozů 5N a 5ND
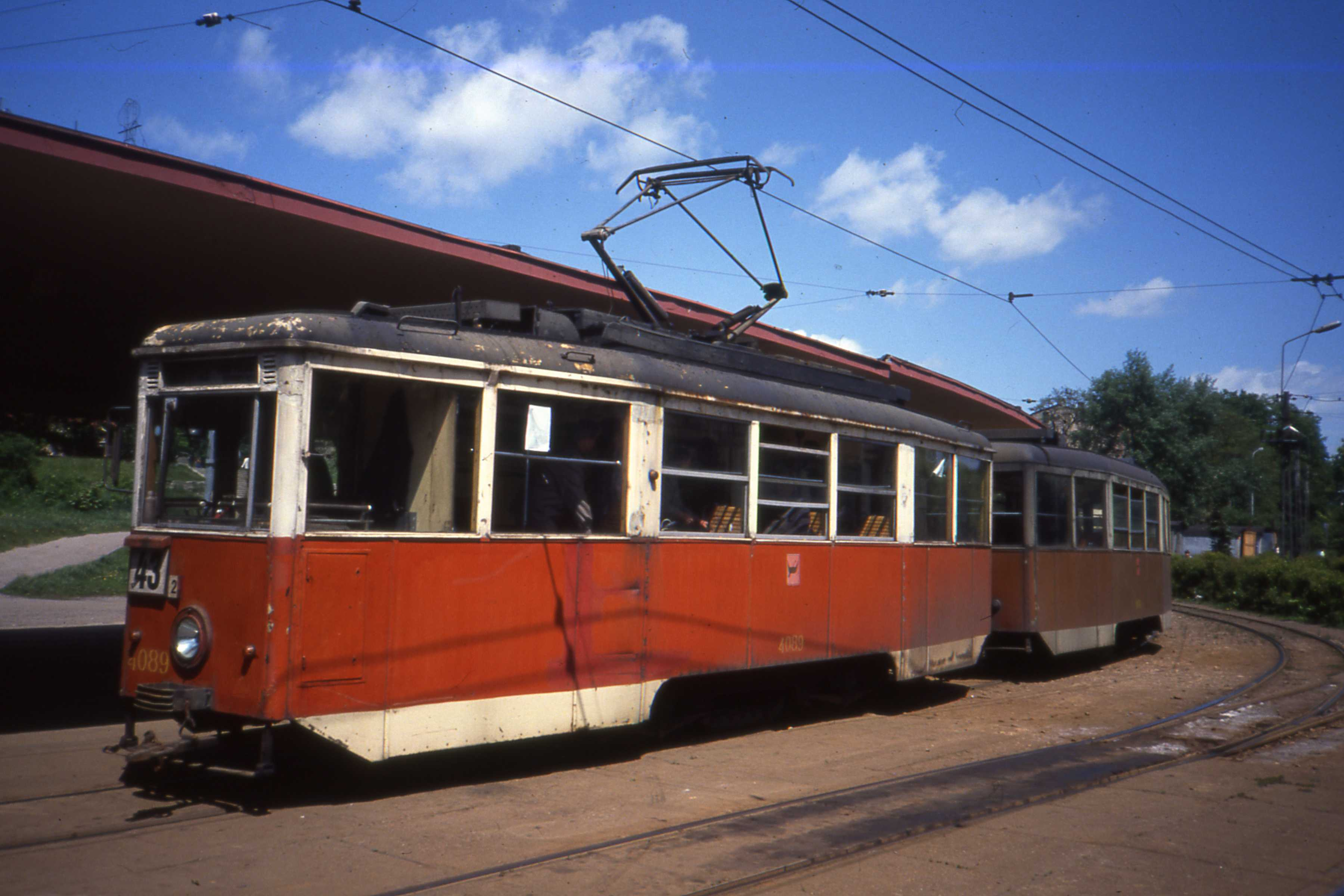
Souprava tramvají 5N a 5ND v Lodži